# Eberhard Hoesch (Industrieller, 1790)

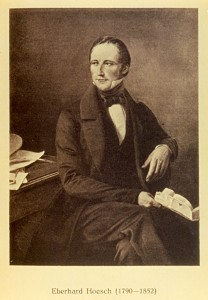
Eberhard Hoesch (1790–1852)

Eberhard Hoesch senior (* 17. November 1790 in Monschau; † 16. Oktober 1852 in Dortmund) war ein deutscher Industrieller aus der Familie Hoesch.

## Leben
Der Sohn des gleichnamigen Eberhard Hoesch (1756–1811) und der Sara Schleicher (1760–1814) übernahm nach dem frühen Tod des Vaters zusammen mit seinen Brüdern Wilhelm (1791–1831) und Ludolf Matthias (1788–1859) die Leitung der väterlichen Eisen- und Papierbetriebe – dem Zweifallshammer an der Kall, sowie einem weiteren Hüttenwerk bei Simonskall, einer Eisenschneidmühle in Schneidhausen und die Papierfabrik Krauthausen.
Sie gründeten zunächst die Firma Gebrüder Hoesch, teilten diese aber 1819 wieder auf. Der ältere Bruder Ludolf Matthias erhielt die höher eingeschätzte Papierfabrik und baute dort eine florierende Papierindustrie auf. Eberhard und Wilhelm gründeten die Firma Gebrüder Eberhard und Wilhelm Hoesch und kauften eine zu jener Zeit noch nicht bedeutende Eisenhütte in Lendersdorf bei Düren hinzu.
Im Jahre 1823 begab Hoesch sich in Begleitung des erfahrenen britischen Ingenieurs Samuel Dobbs nach England und betrieb Industriespionage, um das überlegene englische Puddelverfahren zur Eisen- und Stahlgewinnung zu erkunden. Nach seiner Rückkehr nutzte Hoesch die gewonnenen Erkenntnisse, um mit angeworbenen englischen Fachkräften ein Puddelwerk in der Lendersdorfer Hütte aufzubauen. Das neue Verfahren erwies sich als erfolgreich und führte bereits 1826 zu einer Verdoppelung der Produktion.
In den folgenden Jahren wuchs der Betrieb unter Eberhard Hoeschs Leitung stark an und wurde ständig erweitert, wobei schon 1836 eine dampfgetriebene Walzstraße für die Herstellung von Eisenbahnschienen errichtet wurde. 1827 wurden 10.000 Zentner Formeisen produziert, 1846 waren es schon 160.000 Zentner. Zwischen 1825 und 1855 verzehnfachte sich die Zahl der Beschäftigten.
Ab 1845 stiegen seine Söhne Gustav, Viktor und Eberhard Hoesch sowie sein Neffe und Sohn seines Bruders Wilhelm, Leopold Hoesch, als Teilhaber in die Firma des Vaters ein, die dann am 1. Oktober 1846 als Eberhard Hoesch & Söhne, Eisenhütte in Lendersdorf umfirmierte.
Darüber hinaus errichtete Eberhard im Jahre 1846 unter der Firma Hoesch & Söhne am Sticher Berg in Eschweiler ein Puddlings- und Walzwerk mit drei Hochöfen, zehn Puddelöfen und drei Schmelzöfen für bis zu 600 Arbeiter.
Eberhard Hoesch gehörte zu den Fürsprechern des Eisenbahnbaus im Rheinland, von dem sein Betrieb erheblich profitierte, da sowohl der Bedarf an Eisen und Stahl enorm anstieg, als auch die verbesserten Transportmöglichkeiten größere Märkte erschlossen.
Nach Eberhard Hoeschs Tod 1852 übernahm Leopold Hoesch zunächst die Leitung der Werke, bevor dieser 1871 die Unternehmungen auf Dortmund konzentrierte und dort die Hoesch AG aufbaute. Die Hütte in Lendersdorf wurde noch bis zu ihrer Schließung in der zweiten Hälfte des 20. Jahrhunderts zunächst von seinem Sohn Gustav weiterbetrieben, wogegen die Söhne Viktor und Eberhard zusammen mit ihrem Vetter Leopold und dessen Söhnen Wilhelm (1845–1923) und Albert Hoesch (1847–1898) am Aufbau der Hoesch AG beteiligt waren. Das Werksgelände am Sticher Berg wurde nach der Verlegung der Produktion nach Dortmund von dem Stahlbau-Unternehmen F. A. Neuman übernommen.

## Familie
Eberhard Hoesch war verheiratet mit Johanna Dorothea Adelheid geb. Wuppermann (1789–1879), mit der er neben den bereits erwähnten Söhnen Gustav, Viktor und Eberhard noch die Tochter Henrietta Sibylla Maria (1823–1872) hatte, die ihren Cousin Leopold Hoesch heiratete, was zu damaliger Zeit nicht unüblich war.